# I skovens dybe, stille ro
I skovens dybe stille ro (eller Landlig Ro) er en dansk folkemelodi muligvis fra Langeland nok med tekst af Fritz Andersen.

## Tekst
Tidligere har man troet at teksten var skrevet af eventyrdigteren H.C. Andersen.
Således angiver Danmarks Melodibog at teksten er af H.C. Andersen.
Også Folkets Sangbog fra 1903 af N.K. Madsen-Stensgaard angiver H.C. Andersen som forfatteren.
I en udgivelse fra 1930'erne godtog også litteraturhistorikeren Harry Andersen Danmarks Melodibogs angivelse.
I 1930'erne sporede Gudrun Dahlerup-Petersen dog sangen til en udgivelse af Fritz Andersen og argumenterede for at den må være skrevet af Fritz Andersen selv.
Således mislykkedes det hende, trods ihærdig arbejde, at finde sangen blandt H.C. Andersens skrifter.
I Fritz Andersens udgivelse, To- og trestemmige Sange til Skolebrug del 2, fra 1864 står den uden forfatterangivelse, hvilket Dahlerup-Petersen fandt påfaldende da samlingens andre sange med kendt forfatter var signeret, herunder sange i udgivelsen hvor H.C. Andersen var forfatteren.
I anden udgave af Fritz Andersens udgivelse er den signeret "A", mens kendte sange i samlingen af H.C. Andersen stadig er signeret. Også den sidste udgave fra 1904 signerer med et "A".
Dahlerup-Petersen argumenterede videre:
| „ | De Sange, der var signeret A, havde en Del tilfælles. De var præget af en typisk Sanglærertone, Teksten var ubetydelig, karakteristisk ved sine — indtil det banale — Gentagelser, her om Fred, Idyl og Ro. Man kunde tænke sig, at det var smaa Lejlighedssange, de fx. var skrevet til en Skoleskovtur. | “ |

Hun fortsætter med "Det er maaske ikke for dristigt at opstille den hypotese, at denne A skulde være lig Fritz Andersen".
Eftertiden har accepteret denne hypotese og moderne sangbøger angiver nu Fritz Andersen som forfatteren.
Tekstens to strofer på hver 8 verselinjer er skrevet omkring 1864.
Rimskemaet er aabbccdd.
I Skovens dybe, stille Ro,

hvor Sangerhære bo,

hvor Sjælen lytted mange Gang

til Fuglens glade Sang;

der er idyllisk, stille Fred,

i Skovens Ensomhed,

og Hjertets Længsler tie her,

hvor Fred og Hvile er.
Tekstens anden strofe placerer folkesangen som en aftensang.
Hør! Landsbyklokken lyder ned,

bebuder Aftenfred,

Smaafuglen, før den gaar til Blund,

end kvidrer lidt en Stund;

i Mosen kvækker højt en Frø,

stærkt damper Mark og Sø;

nu Klokken tier, — Aftnens Fred

sig stille sænker ned.
Da Fritz Andersen døde i 1910 er der ikke længere ophavsret på teksten.

## Musik
Komponisten kendes ikke.
Tidlige sangbøger angiver melodien som "Langelandsk Melodi".
I Fritz Andersens udgivelse er den noteret i 2/4 med tempobetegnelsen andante.
Samme notering med 2/4 og andante findes i Danmarks Melodibog, hvor der er noteret for klaver i et tre- og firstemming arrangement. Her er den dog noteret i D-dur.
I nyere sangbøger noteres sangen sædvanligvis i C-dur og enten i 2/2, 2/4 eller 4/4 taktart.
De første fire takter (med forslag) gentages en gang.
Den sædvanlige harmonisering holder sig inden for vanlige akkorder i C-dur, med undtagelse af en afvigelse omkring i skovens, hvor der findes et kort skifte med d-molens dominantakkord og tonika.
Melodiens begyndelsesinterval er et eksempel på en terts.
Hans Ulrik kaldte A-stykket "en meget dejlig lille melodi" og delen med melodiens højeste tone ("Stille Fred") "det der skrålested".

## Udgivelser og indspilninger
I skovens dybe, stille ro er en af de mest kendte danske folkesange og er antologiseret i flere populære sangbøger, såsom Danmarks Melodibog, og De små synger.
I Højskolesangbogen kom den ind i 11. udgave fra 1926.
En af de første sangbøger hvor sangen udkom var i Sange til Brug ved den franske Gymnastik fra 1868, hvor den foreslåes benyttet til såkaldt "Bøikorsstrækstaaende Armbevægelse", — en gymnastikøvelse brugt i 1860'erne.
Sangen er indspillet af et utal af sangere, blandt andet Sissel Kyrkjebø, Lene Siel og Ditte Højgaard Andersen samt Lasse og Mathilde.
Niels-Henning Ørsted Pedersen står også for kendte jazzede instrumentale versioner, blandt andet en med pianisten Kenny Drew, indspillet til albummet Duo udgivet i 1973 og en med Oscar Peterson og Ulf Wakenius udgivet 1997.
Også guitaristen Kaare Norge har indspillet en instrumentaludgave af sangen.
Musikken til den gamle folkesang er desuden udskrevet i noder for skotsk højlandssækkepibe af maleren Mogens Zieler (1905-1983). Han betragtes i øvrigt som den, der omkring 1950 introducerede den skotske højlandssækkepibe i Danmark.[kilde mangler]
Til DRs tv-serie Hun roder med den danske sangskat fra 2023 fik DR Big Bands chefdirigent Miho Hazama i opdrag at skabe et nyt jazz-arrangement af sangen.
I sangens episode bemærker Hazama at den danske sang til en vis grad minder om den japanske sang Yuyake Koyake både melodisk og tekstmæssigt.
I 2018 kom den på en liste over de 100 populæreste sange fra Højskolesangbogen.
Ved en afstemning i 2021 blandt Kristelig Dagblads læsere om de bedste danske sange kom sangen på en 29. plads.